# Csereti Mihály
Csereti Mihály (17. század – 18. század) evangélikus lelkész.

## Élete
Révfalui,  győr megyei származású; iskoláit Győrben, Pozsonyban végezvén, Zittauba és 1692-ben Wittenbergbe ment, honnan visszatérve farádi lelkész lett és 1700. február 1. szenteltetett föl papnak.

## Munkái
Materiam philosophiae rationalis, de Syllogismo Formali et Arte Disputandi, Per Directionem Dei Triunius. Vitembergae, 1693.